# Černý jestřáb

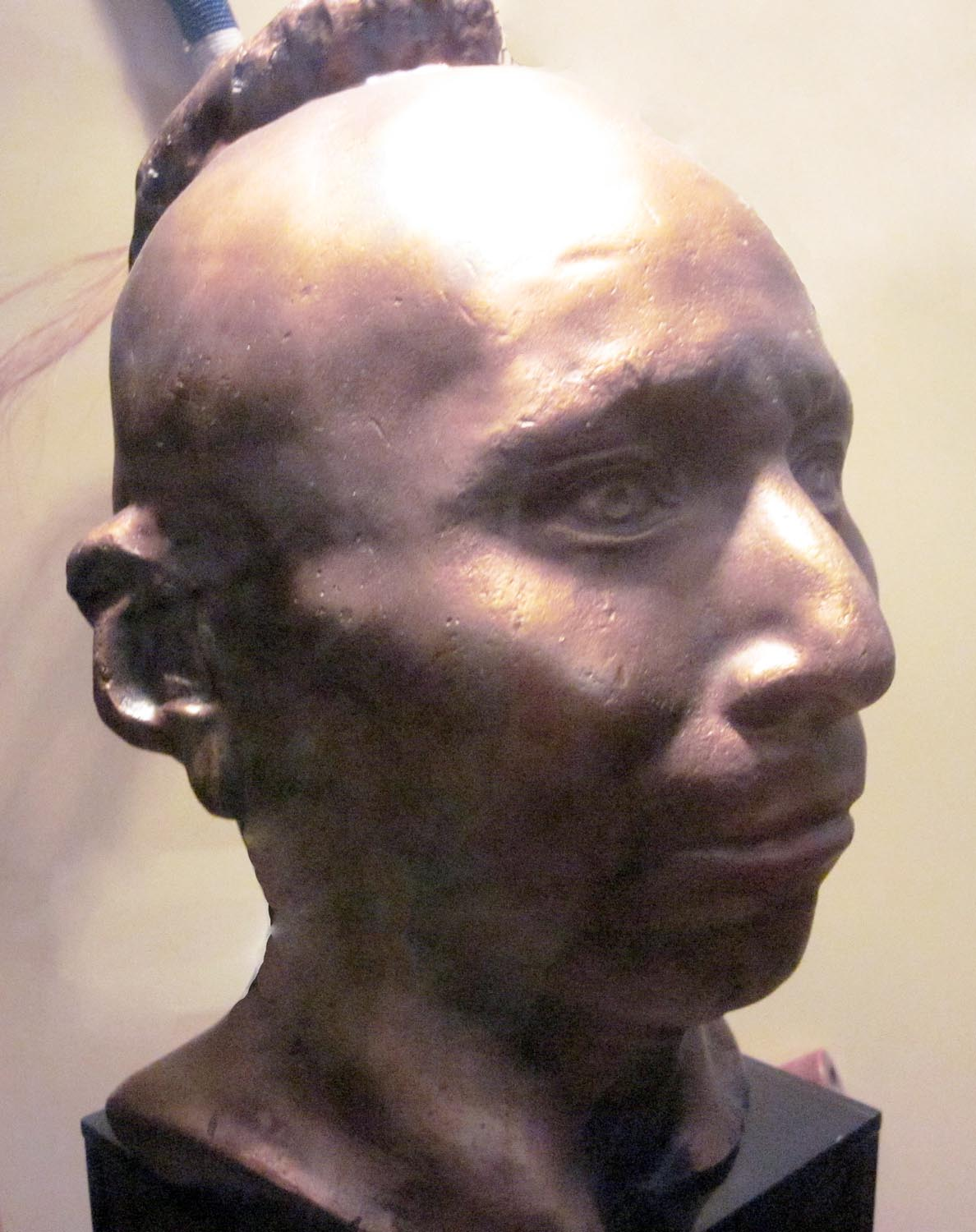
Podobizna

Černý jestřáb (někdy též Černý sokol; anglicky Black Hawk, saucky Makataimeshekiakiak [Mahkate:wi-meši-ke:hke:hkwa], „buď velký černý jestřáb“) (1767 - 3. října 1838) byl náčelník a bojovník severoamerického indiánského kmene Sauků, který žil na území dnešních USA. Původně nebyl sauckým dědičným náčelníkem, svůj status získal díky svým válečným úspěchům, když jako mladík vedl bojové akce svého kmene. Proslavil se především ve válce, která nese jeho jméno (1832).
Během britsko-americké války v letech 1812-1814 bojoval na straně Britů. Později vedl skupinu sauckých a liščích (Foxové) bojovníků známých jako „Britská tlupa“ proti americkým osadníkům v Illinois a Wisconsinu ve válce Černého jestřába. Po válce padl do zajetí příslušníků kmene Winnebagů, kteří ho slavnostně odevzdali zástupci Úřadu pro indiánské záležitosti v Prairie du Chien. Odsud byl americkými vojáky spolu se svými syny převezen do kasáren v Jeffersonu nedaleko St. Louis, pak ho silná vojenská eskorta dovezla do Washingtonu, kde stanul před prezidentem Andrew Jacksonem. Díky kampani v novinách, kde bylo pravdivě vylíčeno, že Černý jestřáb byl do války dotlačen nezodpovědností illinoiských domobranců, vyvázl náčelník bez trestu. Musel odejít za Mississippi. Zemřel v jihovýchodní Iowě roku 1838. Po jeho osobě je pojmenováno mnoho míst, cest, škol a sportovních klubů (např. Chicago Blackhawks).